# The Silencers
The Silencers is een Amerikaanse filmkomedie uit 1966 onder regie van Phil Karlson. Het scenario is gebaseerd op de gelijknamige roman uit 1962 van de Amerikaanse auteur Donald Hamilton. Destijds werd de film uitgebracht onder de titel Derek Flint 1e klas – 6e dan.

## Verhaal
Matt Helm is een geheim agent met vervroegd pensioen. Zijn vroegere chef haalt hem terug om de plannen van de misdaadorganisatie Big O te verijdelen. De organisatie wil immers een atoombom gooien op New Mexico.

## Rolverdeling
| Acteur                    | Personage      |
| ------------------------- | -------------- |
| Dean Martin               | Matt Helm      |
| Stella Stevens            | Gail Hendricks |
| Daliah Lavi               | Tina           |
| Victor Buono              | Tung-Tze       |
| Arthur O'Connell          | Joe Wigman     |
| Robert Webber             | Sam Gunther    |
| James Gregory (schrijver) | MacDonald      |
| Nancy Novak               | Barbara        |
| Roger C. Carmel           | Andreyev       |
| Cyd Charisse              | Sarita         |
| Beverly Adams             | Lovey Kravezit |
| Richard Devon             | Domino         |
| David Bond                | Dr. Naldi      |
| John Reacher              | Traynor        |
| Robert Phillips           | Gewapende man  |